# Poa perinconspicua
Poa perinconspicua är en gräsart som beskrevs av Hildemar Wolfgang Scholz. Poa perinconspicua ingår i släktet gröen, och familjen gräs. Inga underarter finns listade i Catalogue of Life.